# Elida Carlés

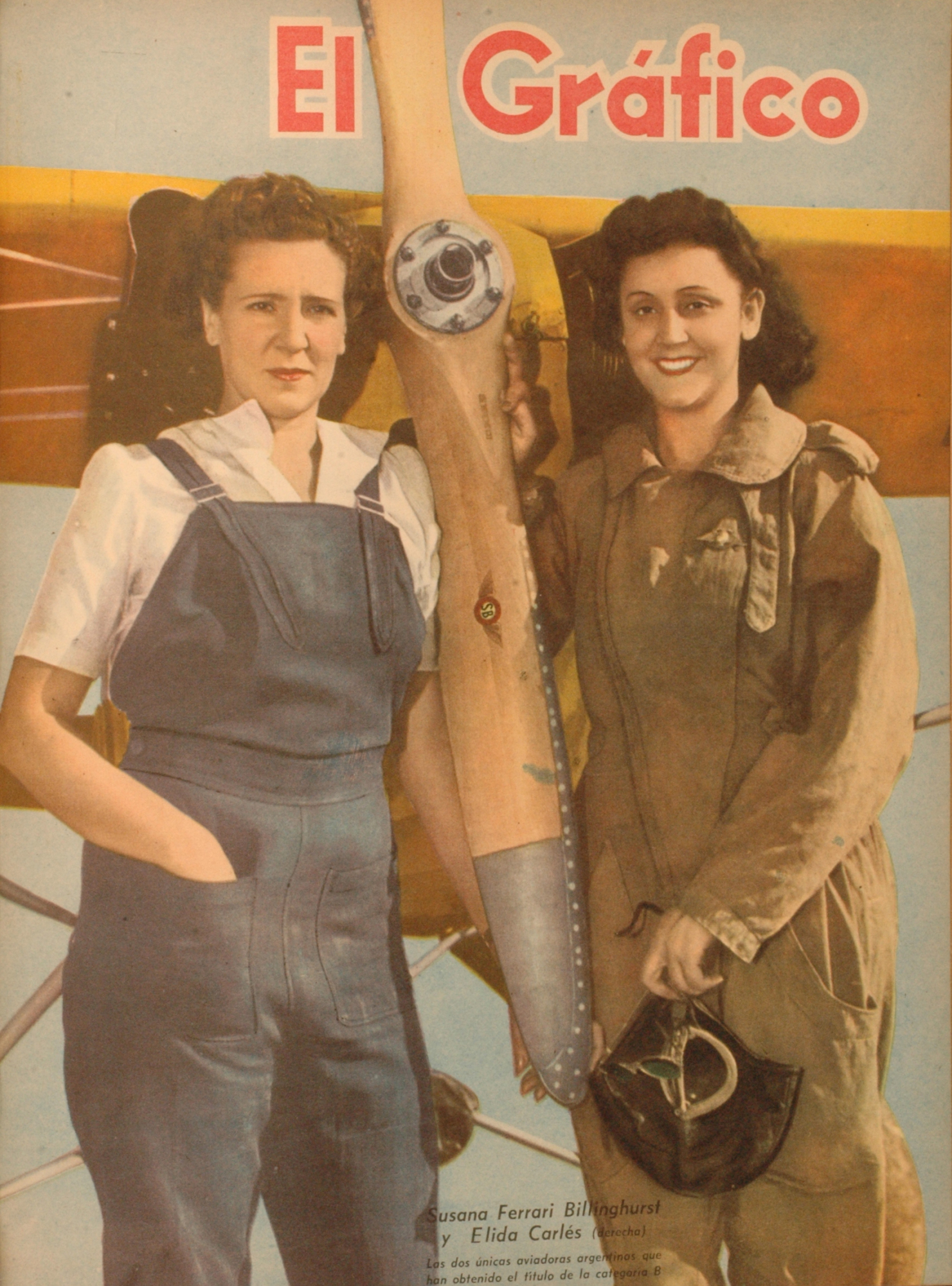
Las aviadoras argentinas Susana Ferrari Billinghurst y Elida Carlés en la tapa de la revista El Gráfico del 29 de enero de 1943.

Elida Carlés (Buenos Aires, 1 de julio de 1912 - 21 de febrero de 1970), fue una aviadora, actriz y periodista argentina, considerada una de las pioneras de la aviación civil en Argentina. A los 29 años recibió el carnet que la autorizaba a conducir aviones comerciales. Poco tiempo después, logró cruzar a Montevideo desde Buenos Aires, junto con otras dos aviadoras argentinas, Susana Ferrari Billinghurst y Julia Pérez Cattoni, en representación del Estado argentino. Estudió en la Escuela de Arte Dramático y en el Instituto Grafotécnico.  
Fue directora de la revista de Aerolíneas Argentinas Buenos Aires a la vista. Desarrolló actividades en la radioemisora El Mundo, y más tarde como productora en Canal 7.   

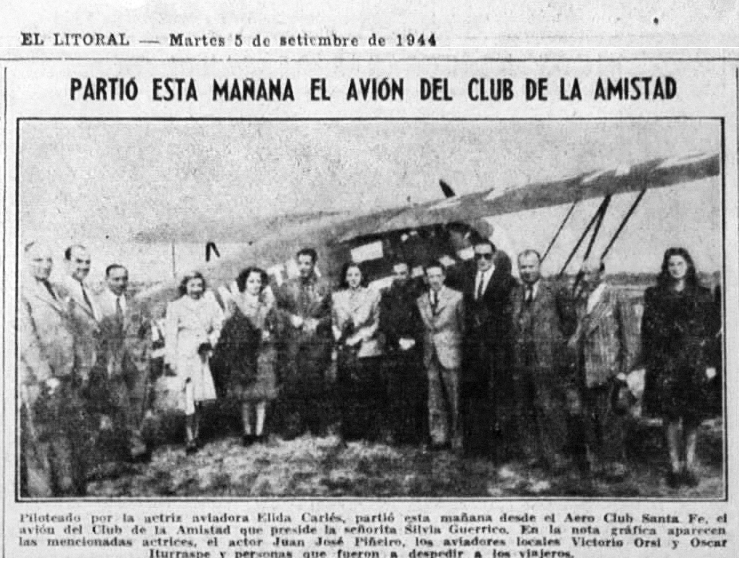
Nota periodística publicada en el diario "El Litoral", de Santa Fe, el 5-09-1944, referida al paso de la aviadora Elida Carlés por esa provincia.

En 1943, a cargo de un biplano Focke Wulf, fabricado en Córdoba, voló por dieciocho ciudades argentinas.   